# C軍集団
C軍集団(ドイツ語: Heeresgruppe C)は第二次世界大戦のドイツ国防軍の軍集団。

## 経歴
C軍集団は1939年8月26日にフランクフルトの第2軍集団から編成された。当初はドイツの西方戦線の全軍を指揮していたが、ポーランド侵攻後は司令の範囲がフランス侵攻軍の南半分に削減され、1940年6月のマジノ線の正面からの攻撃を指揮した。フランス侵攻の後期にはドイツに戻され、"Abschnittsstab Ostpreußen"として1941年4月20日に東プロシアに展開された。1941年6月21日、北方軍集団に改名された。
1943年11月26日にルットバッフェの南方総司令部のスタッフから手を引き分割することで再編され、南西戦線とイタリア戦線に投入された。1945年5月2日、C軍集団は降伏した。降伏した兵士の数は60万人だった。

## 司令官
- 陸軍元帥 ヴィルヘルム・フォン・レープ :1939年8月26日-
- 元帥 アルベルト・ケッセルリンク :1943年11月21日-
- 上級大将 ハインリヒ・フォン・フィーティングホフ : 1945年3月10日-(1944年10月26日-1945年1月15日に既に代理していた)
- 歩兵大将 フレドリヒ・シュルツ（英語版） :1945年4月30日-
- 装甲兵大将 ハンス・レッティガー :1945年5月1日